# Robert Adair
Robert Kemp Adair (Fort Wayne, 14 de agosto de 1924) é um físico estadunidense. É Professor Sterling emérito de física da Universidade Yale.

## Biografia
Adair serviu no teatro europeu como voluntário na Segunda Guerra Mundial, recebendo as condecorações militares Purple Heart e Estrela de Bronze. Após obter o doutorado em física nuclear experimental na Universidade do Wisconsin-Madison, trabalhou no Laboratório Nacional de Brookhaven em Long Island. Em 1959 tornou-se professor da Universidade Yale, servindo como chefe do Departamento de Física e diretor da Divisão de Ciências Físicas. Estudou os efeitos de campos eletromagnéticos fracos na saúde humana. Foi eleito fellow da Academia de Artes e Ciências dos Estados Unidos em 1997.

## Livros e Beisebol
Adair, membro da Academia Nacional de Ciências dos Estados Unidos, é conhecido pelo seu livro The Physics of Baseball bem como pelo artigo The Crack of the Bat: The Acoustics of the Bat Hitting the Ball. Seus estudos sobre beisebol resultaram de um pedido do ex-presidente da Universidade de Yale Angelo Bartlett Giamatti para saber qual a significância científica de revestir um bastão de beisebol com cortiça, molhar a bola de beisebol e outras questões semelhantes.
Dentre suas outras publicações inclui-se "The Great Design; Particles, Fields and Creation", Oxford University Press, 1987. ISBN 0-19-504380-4.